# Språktidningen
Språktidningen är en svensk tidskrift om språk som ges ut av tidningsförlaget Vetenskapsmedia i Sverige AB.
Chefredaktör och ansvarig utgivare är Anders Svensson. Tidningen handlar om alla språk och riktar sig till allmänheten. Tidningens upplaga är på 18 600 exemplar (TS 2016) med 66 000 läsare (Orvesto 2014:2). Vetenskapsmedia har också startat tidningarna Modern Psykologi och Tidningen Väder.
Sedan 2013 tar Språktidningen i samarbete med Språkrådet fram den årliga nyordslistan.

## Historia
Språktidningen lanserades 2007 som en efterföljare till den nedlagda tidskriften Språkvård. I samband med lanseringen övertog Språktidningen Språkvårds gamla prenumeranter, som uppgick till 5 000 personer. Tidskriften fick i starten stöd från bland andra Svenska Akademien och Vetenskapsrådet men är numera utan bidrag. Det första numret trycktes i en upplaga på 15 000 exemplar. Inspirationen till tidningen kom bland annat från Fredrik Lindströms populära tv-serie Värsta språket samt Sveriges Radio P1:s program Språket. Språktidningen grundades av Patrik Hadenius. I december 2017 sålde han Språktidningen och förlaget Vetenskapsmedia till FPG Media, som även ger ut Fokus. Anders Svensson utsågs efter ägarbytet till chefredaktör och ansvarig utgivare.
Tillsammans med Forskning & Framsteg startade man hösten 2014 tidningen Modern Filosofi. Den lades ned under 2017. Vetenskapsmedia tog under 2016 över utgivningen av Populär Arkeologi. Populär Arkeologi såldes 2020 till Beakworks AB. Modern Psykologi såldes 2024 till Beakworks AB.
År 2020 vann Språktidningen European Publishing Congress pris för tidskrifter inom kategorin speciella intressen. År 2021 tilldelades Språktidningen Publishingpriset som bästa tidskrift i kategorin populärvetenskap. Vid 2023 års European Publishing Congress tilldelades Språktidningen juryns specialpris för tidskrifter.